# Rhyacophila chomoyuma
Rhyacophila chomoyuma är en nattsländeart som beskrevs av Schmid 1970. Rhyacophila chomoyuma ingår i släktet Rhyacophila och familjen rovnattsländor. Inga underarter finns listade i Catalogue of Life.